# Antenne Tirol
Antenne Tirol ist ein privater Hörfunksender im Bundesland Tirol. Er gehört zur Radio Austria GmbH (ursprünglich: Antenne Österreich Mediengesellschaft), wie seine Schwestersender Antenne Salzburg und vormals Antenne Wien (Oe24).

## Programm
Das Musikprogramm ist eine Mischung aus Oldies und modernen Hits, die als Adult Contemporary bezeichnet wird. Zielgruppe sind die 14- bis 49-jährigen Tirolerinnen und Tiroler.
Laut den Ergebnissen des von Fessel Gfk durchgeführten und halbjährlich veröffentlichten Radiotests erreichte Antenne Tirol im 1. Halbjahr 2009 täglich durchschnittlich 4,9 % der Tiroler über zehn Jahre (etwa 30.500 Menschen) sowie 6,1 % der 14- bis 49-jährigen Tiroler (etwa 22.000 Menschen) und hat einen Marktanteil von drei Prozent.

## Geschichte
Von April 1998 bis Dezember 2004 sendete der von der Moser Holding dominierte Radiosender unter dem Namen „Antenne Tirol“. In den Jahren 1999 bis 2001 war Antenne Tirol eines der erfolgreicheren Privatradios mit Marktanteilen an die 20 Prozent. Unter der Führung des damaligen Geschäftsführers Matthias Nieswandt (später u. a. TV München, n-tv, Süddeutsche Zeitung, Antenne Salzburg) und des Programmchefs Matthias Schrom (Ö3, ORF Tirol, ORF Wien, Zeit im Bild) haben zahlreiche bekannte Moderatoren und Redakteure ihre Karrieren begonnen. Zum Moderationsteam in dieser Zeit zählen unter anderem Fernsehstar Mirjam Weichselbraun und die Ö3-Moderatoren Benny Hörtnagl und Thomas Kamenar. Auch die ORF-Radio Tirol-Moderatoren Thomas Arbeiter, Markus Feichter und Barbara Kohla haben ihre Karrieren bei Antenne Tirol begonnen. Die nunmehrige Brüssel-Korrespondentin des ORF, Barbara Herbst, war als Chefin vom Dienst bei Antenne Tirol tätig. In diesen Jahren hat sich Antenne Tirol als AC-Radio mit einem umfassenden Informationsangebot positioniert.
Der Sender hat auch sämtliche politischen, chronikalen, sportlichen und gesellschaftlichen Großereignisse zum Teil mit aufwendig produzierten Livesendungen übertragen (Galtür-Unglück, Bergisel-Katastrophe 1999, Sonnenfinsternis 1999, Hahnenkammrennen, Vier-Schanzen-Tournee, Fußball-Bundesliga und Europacup).
Das Team von Antenne Tirol hat mit Radio Arabella Tirol auch das erste Arabella-Radio Österreichs gelauncht und das Programm hierfür produziert.
Die heutige Antenne Tirol entstand im Dezember 2004, als die Namensrechte an die Fellner-Gruppe zurückfielen und diese sie dazu nutzte, das damalige Radio Arabella Tirol in Antenne Tirol umzubenennen.

## Sendungen
- „Die Antenne Tirol Morningshow“, Mo–Fr von 6:00 bis 09:00 Uhr mit Lukas Paulik
- „Der Antenne Tirol Vormittag/Nachmittag“, durch den Tag mit ganz viel Musik, und allen wichtigen Infos für Tirol, Mo–Fr von 09:00 bis 18:00 Uhr
- „Antenne Tirol am Abend“, Mo–Fr von 18:00 bis 20:00 Uhr
- „Durch die Nacht“ mit Tirols bester Musik, Mo–So von 20:00 bis 06:00 Uhr[2]
- „Das Antenne Tirol Hitwochenende“, Sa+So von 06:00 bis 20:00 Uhr
- „Der Antenne Tirol Hitfeiertag“, feiertags von 06:00 bis 20:00 Uhr

## Moderatoren
- Lukas Paulik (Hauptmoderator „Tirols Morgenshow“ von 06-09 Uhr)[3]
- Martin Stadlmann (Vertretung)
- Gloria Grünberger (Vertretung)
- Nora Ullrich (Vertretung)
- Jessica Kornpointner (Vertretung)
- Daniel Mayrhofer (Vertretung)

## Empfangsmöglichkeiten
Antenne Tirol besaß mehrere Frequenzen im Tiroler Unterland bis nach Inzing, in Innsbruck sowie in Osttirol. Die Frequenzen bestanden aus 3 Lizenzen, eine für das Oberland inkl. Innsbruck, eine für das Unterland und eine für Osttirol. Die Lizenzen für das Oberland und Osttirol wurden im November 2019 in die bundesweite Lizenz der Fellner-Gruppe für Radio Austria eingebracht.
Seit August 2021 ist Antenne Tirol wieder über UKW in Innsbruck (Schlotthof) auf 92,10 MHz empfangbar. Eine DAB+ Verbreitung für Nordtirol ist geplant.
Weiters ist das Programm von Antenne Tirol via Live-Stream über das Internet zu empfangen.